# Santa Caterina (Palermo)

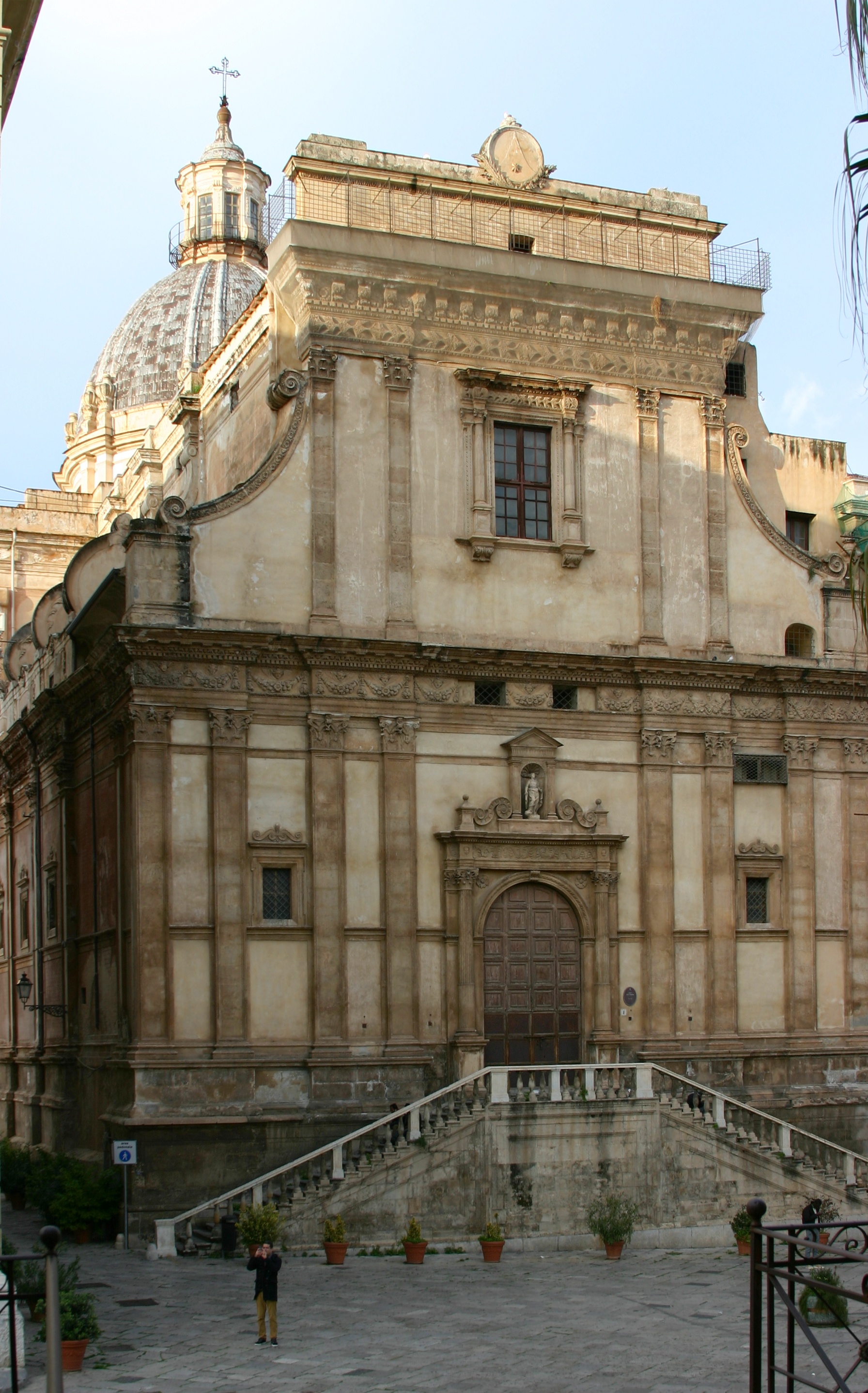
Santa Caterina, Hauptfassade an der Piazza Bellini

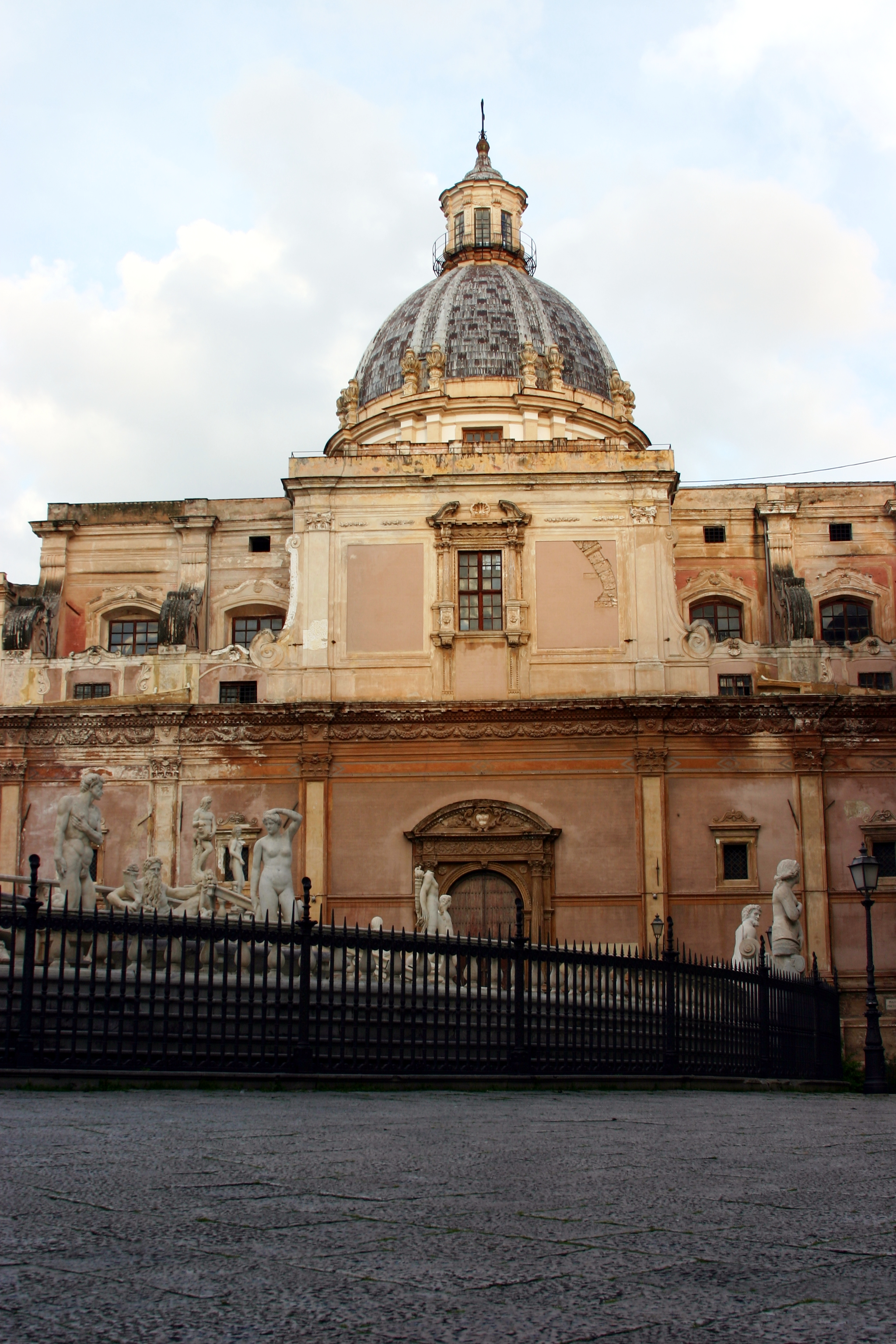
Santa Caterina, Seitenansicht von der Piazza Pretoria aus

Santa Caterina (ital. Chiesa di Santa Caterina d’Alessandria) ist ein Kirchengebäude in Palermo.

## Lage
Die Kirche liegt mit einer Längsseite an der Piazza Pretoria, ihre Fassade liegt an der Piazza Bellini.
Sie ist Bestandteil des weitläufigen Gebäudekomplexes eines Dominikanerklosters.

## Geschichte
Das Kloster wurde als Folge einer Stiftung der Adligen Bevenuta Mastrangelo Santafiori 1310 als Nonnenkloster gegründet. Im 16. Jahrhundert wurde das Kloster erweitert und das heutige Kirchengebäude von einem unbekannten Architekten im Auftrag der Priorin Maria del Carretto zwischen 1566 und 1596 errichtet und der Heiligen Katharina von Alexandrien gewidmet.

## Beschreibung
Die zweiteilige Außenfassade wird durch paarweise angeordnete Lisenen und ein weit ausladendes Gebälk gegliedert. Zum Hauptportal im gaginesken Stil gelangt man über eine doppelt geführte Treppe. In einer Ädikula über dem Portal befindet sich die Statue der Heiligen Katharina von 1685.
Typisch für zahlreiche Kirchen von Frauenorden dieser Zeit ist ihr einschiffiger Aufbau. Die üppige Innendekoration stammt meist aus dem 17. und 18. Jahrhundert. Vielfarbiger Marmor und Stuck überziehen Kirchenwände und schmücken Kapellen. Zahlreiche figürliche Marmorbilder und Basreliefs erzählen meist alttestamentliche Geschichten, wobei das Hochrelief „Jonas und der Fisch“ qualitativ deutlich hervorsticht. Sein Schöpfer soll der weniger bekannte Giovan Battista Ragusa (gestorben 1727) sein, dem auch die Figuren der vier Heiligen Dominikaner im Chorraum zugeschrieben werden. Im rechten Querschiff befindet sich eine Arbeit des Bildhauers Antonello Gagini von 1534. In einem Sarkophag hinter dem Hauptaltar wurde Maria dell Carretto, die Gründerin dieser Kirche, beigesetzt.
Die Gewölbe unter der Empore zeigen Fresken von Francesco Sozzi und Alessandro d’Anna (1769), die Decke des Langhauses wurde 1744 von Filippo Randazzo, die Kuppelmalereien mit dem „Triumph der Heiligen Dominikaner“ (1751) stammt von Vito d’Anna und die Gewölbe des Presbyteriums wurden von Antonio und Paolo Filocamo ausgemalt.